# Saint-Laurent-de-Belzagot

Saint-Laurent-de-Belzagot este o comună în departamentul Charente, Franța. În 1 ianuarie 2018 avea o populație de 392 de locuitori.